# Dzvinkî, Bilohirea
Dzvinkî (în ucraineană Дзвінки) este un sat în comuna Viknînî din raionul Bilohirea, regiunea Hmelnîțkîi, Ucraina.

## Demografie
Componența lingvistică a localității Dzvinkî
     Ucraineană (100%)
Conform recensământului din 2001, toată populația localității Dzvinkî era vorbitoare de ucraineană (100%).